# 洛杉矶铁路
洛杉矶铁路公司（Los Angeles Railway，后来被命名成洛杉矶交通公司，Los Angeles Transit Lines） ，也经常因其车辆的涂装而被称为黄色电车公司（黄车），是洛杉矶曾经存在的一个有轨电车公司，其电车网络连接了洛杉矶市中心及其周边地区。其另外还运营两段地面纜車。
该系统在洛杉矶市区跟太平洋电车公司（红车）的线路共线，但轨距不同。该公司后来被全国城市干线公司购买，很多电车线路被拆除，或者废弃或者改造成普通公共汽车，最终成为通用汽车电车阴谋的牺牲品。

黄色电车网络 (可互动版本)